# Ladies' Code
Ladies' Code (coréen : 레이디스 코드) est un girl group sud-coréen de K-pop, originaire de Séoul, actif entre 2013 et 2020, puis plus tard 2024[réf. nécessaire]. Il est formé par le label Polaris Entertainment, et composé à l'origine de la leader Ashley, Sojung, Zuny, EunB et Rise.
Leur premier mini-album, Code#01 contenant le titre principal, Bad Girl, sort le 7 mars 2013. Les Ladies' Code font leur retour le 24 février 2016 en sortant le single album Myst3ry en tant que trio à la suite des décès des membres Rise et EunB.

## Histoire

### Origines et débuts (2012–2013)

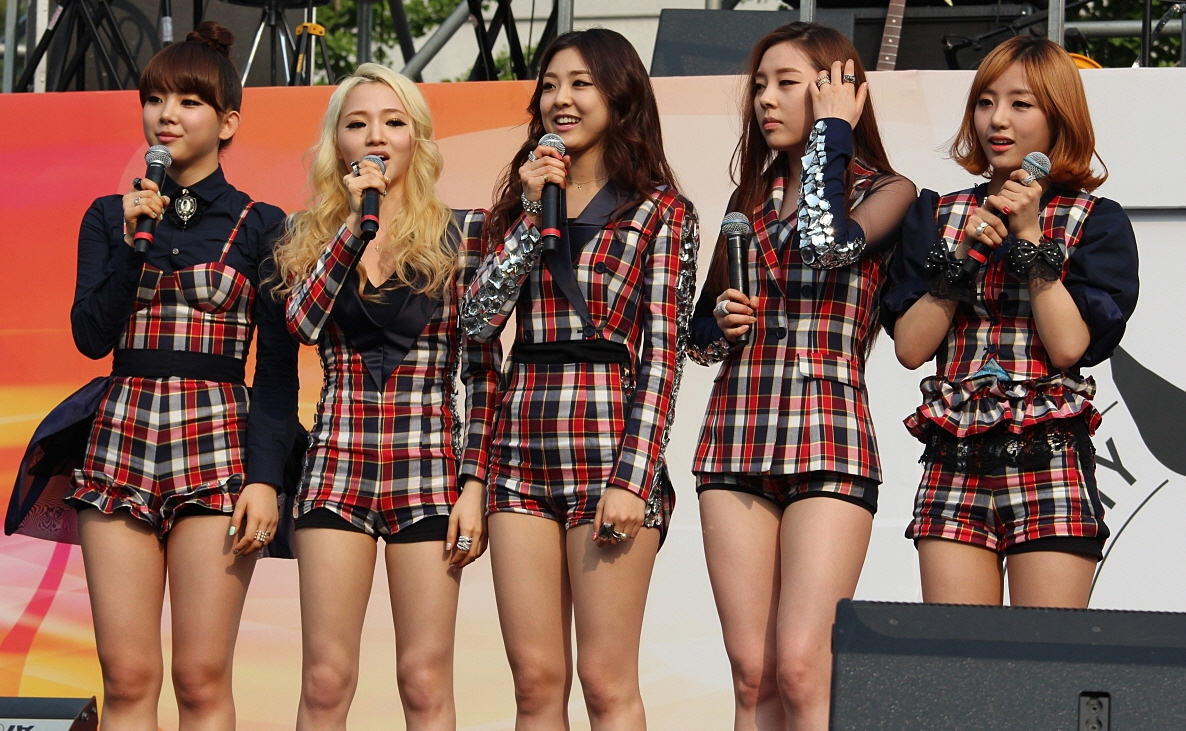
Ladies' Code au festival Ipselenti le 24 mai 2013.

Kwon Ri-se participe à Miss Korea 2009 représentant le Japon (sa sœur Kwon Rie ayant participé à Miss Korea 2007), et remporte le Korean Abroad Award. Elle gagne en popularité en participant à l'émission Star Audition: The Great Birth, à laquelle elle termine au top 12. Elle apparait ensuite en couple avec son concurrent de Star Audition David Oh à l'émission de télé-réalité We Got Married en 2011. Rise signe avec KeyEast avant de changer d'agence en 2013.
EunB (par la suite belle-sœur de Kim Sung-joon) était trainee sous FNC Entertainment. Cependant, elle quitte la société avant les débuts du groupe, considérant qu'elle a besoin de plus d'expérience. Sojung se retrouve finaliste et finit au Top 8 de la première saison de The Voice of Korea.
En 2012, Ladies' Code enregistre son premier album. Le 20 février 2013, Sojung confirme son arrivée dans un nouveau girl group formé par Polaris Entertainment, auquel elle y fera ses débuts le mois suivant,. La promotion débute le 25 février 2013, avec la sortie du teaser de RiSe, suivi par celui de Sojung le 26, de EunB le 27, de Zuny le 28, et d'Ashley le 1er mars, respectivement,. Le 4 mars 2013, ils publient le group teaser pour le clip.

### So WonderfuletKiss Kiss(2014)
Le 4 février 2014, Polaris Entertainment annonce que le groupe serait de retour avec leur deuxième single numérique, So Wonderful. Le 13 février, le MV de So Wonderful est mis en ligne.
Le 29 juillet 2014, leur agence annonce un retour plus qu’imminent pour le girl group, le tout en mettant en ligne un premier cliché en guise de teaser, en ajoutant que leur come-back est programmé pour le 7 août. Le 7 août, le MV de Kiss Kiss est mis en ligne. Le groupe commencera la promotion de ce titre avec un showcase dans les rues très animées de Myeong-dong puis une première performance télévisée lors du Music Bank du 8 août. Le 3 septembre 2014, un accident de circulation entraîne la mort de EunB et de RiSe.

### Accident fatal (2014)

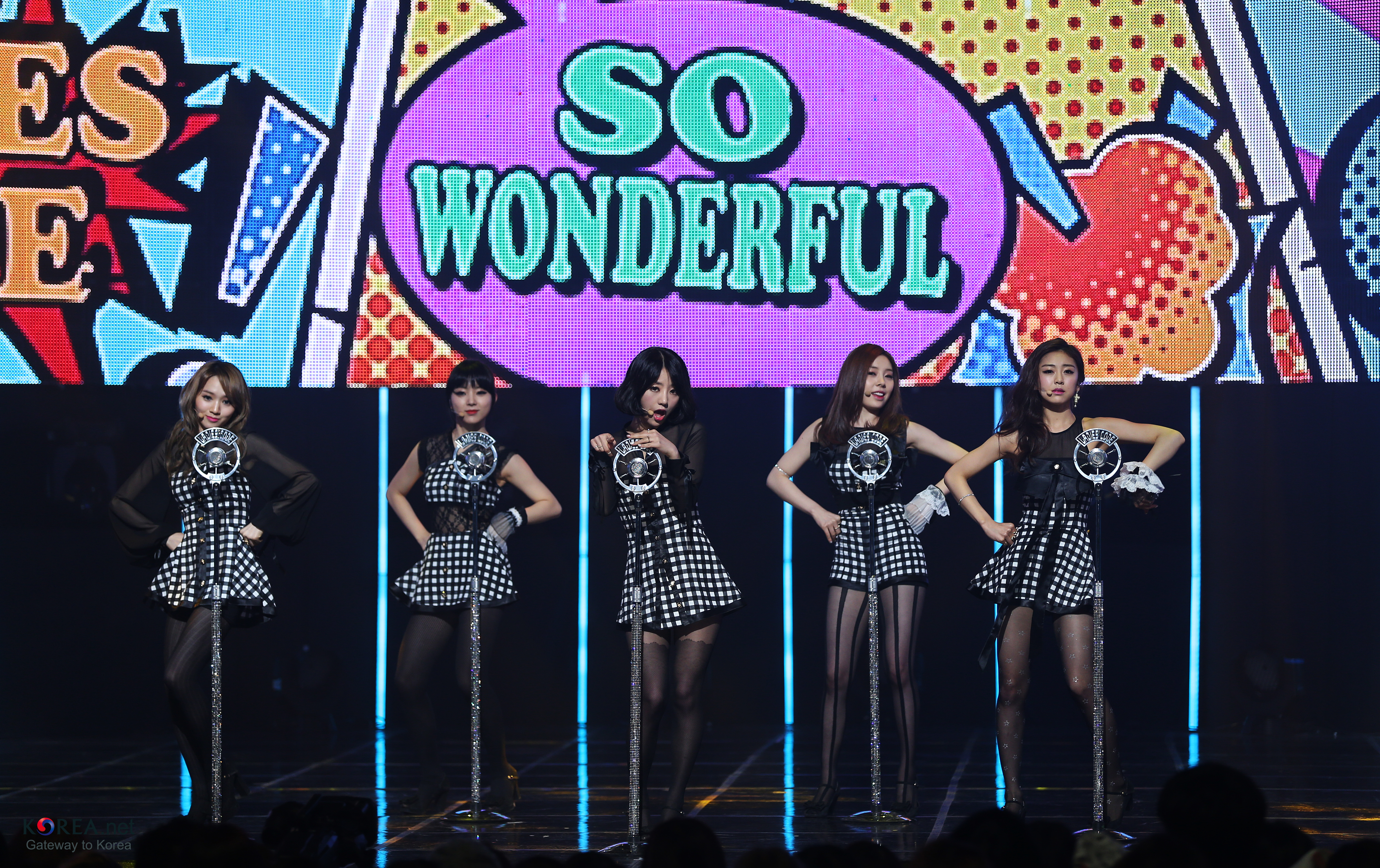
Ladies’ Code interprétant So Wonderful, le 6 mars 2014.

Le 3 septembre 2014, EunB meurt dans un accident de la route. Quelques jours plus tard, le 7 septembre, RiSe succombe à ses blessures malgré une opération qui a duré dix heures. Le 3 septembre : EunB n’avait pas survécu à l’accident de voiture de son groupe, survenu alors que les filles rentraient d’un enregistrement du programme Hope Concert tourné à Daegu. Les autres membres ainsi que les personnes du staff également présentes dans la voiture avaient des blessures, pour certains plus légères que pour d’autres. Quelques jours plus tard, RiSe décédait également, des suites de ses blessures. Le choc est très grand pour les fans, les célébrités et le public en général. Afin de trouver les causes de ce dramatique accident, la station de police Yongin Seobu est chargée de l'enquête. Cette dernière fait par la suite appel au NISI pour effectuer une analyse plus détaillée. Et alors que le problème du pneu qui s’est démantelé semblait être la cause principale de l’accident, il semblerait qu’il en soit en fait tout autre. En effet, une personne travaillant dans la station de police chargée de l’enquête se serait confiée à Star News. Le média rapporte que la personne leur aurait déclaré — Le conducteur a dépassé la limitation de vitesse et a perdu le contrôle du véhicule, un Starex —. La source continue ses explications en disant — D’après les résultats que l’on[Qui ?] a reçu du NISI, le pneu ne s’est pas démantelé à cause d’un problème mécanique, mais plutôt à cause de l’impact de l’accident —. Pour rappel, il avait précédemment été indiqué que la voiture, qui roulait de nuit sous une pluie battante, avait cogné dans un mur de protection après que son pneu se soit démantelé, ce qui avait provoqué bon nombre de tête-à-queue avant que le véhicule ne finisse par s’immobiliser.
La police poursuit l’enquête, en suivant de près la piste d’une vitesse excessive, qui serait donc la principale cause de l’accident. Elle pense aussi que si le chauffeur avait respecté la vitesse autorisée sur cette route-là, alors un accident aussi dramatique aurait pu être évité. La police a semble-t-il terminé d’analyser les caméras de surveillance placées en amont de l’accident (car dans la partie où l’accident a eu lieu il n’y avait pas de caméra), et aurait réussi à estimer la vitesse de la voiture des Ladies' Code. D'après les estimations, le véhicule roulait à 130 km/h, alors que la limite sur cette route était de 100 km/h. On note qu’à la fin du mois de septembre, YTN avait également écrit un article dans lequel il était déjà indiqué que la voiture des Ladies' Code roulait à plus de 130 km/h au moment de son accident. La police pourrait donc continuer les interrogatoires (et se concentrer notamment sur le manager qui conduisait trop vite), avant de placer l’affaire dans les mains du procureur. L’article du média Star News termine en disant que Sojung, Ashley et Zuny continuent d’être traitées/suivies pour leurs blessures. Le MV de I’m Fine Thank You atteint le million de vues sur YouTube.
Le 12 novembre, l’agence annonce que les filles sont de retour à Séoul dans leur appartement tandis que leur manager, qui conduisait au moment de l’accident, est arrêté par la police et est interrogé par celle-ci. Selon le bureau du Procureur Général du district de Suwon, le manager Mr. Park est poursuivi pour avoir causé la mort de RiSe et EunB, et pour aussi avoir blessé quatre autres personnes en conduisant à une vitesse beaucoup trop élevée compte tenu des conditions climatiques de ce jour-là. Le 9 décembre, la première partie du procès s’est terminée et l’accusation vient de demander une peine de deux ans et demi de prison pour monsieur Park, le manager des Ladies’ Code, âgé de vingt-sept ans. Il a reconnu les accusations portées contre lui et s’est confié : « J’ai fait tout ce que je pouvais après l’accident en appelant l’ambulance et en faisant mon maximum avec les soins de premiers secours[réf. nécessaire]. » Il a par la suite déclaré « Comme le véhicule m’a été donné le jour avant l’accident, je ne le connaissais pas. J’ai essayé de ramener les membres aussi rapidement que possible parce qu’elles semblaient fatiguées après leur emploi du temps chargé, ce qui a eu finalement des conséquences terribles ». Il a également plaidé : « Je regrette profondément cette horrible et mauvaise décision et je médite dessus. Je m’excuse sincèrement auprès des membres de la famille, des fans et tous les autres pour avoir causé une telle tristesse. S’il-vous-plaît, donnez-moi une chance de vivre ma vie avec application[réf. nécessaire]. »
La dernière partie du procès a lieu le 15 janvier 2015. Le manager est condamné à un an et deux mois d'emprisonnement. Il décide de faire appel de la décision dès le 16 janvier. La police sud-coréenne demande une peine plus élevée pour l’ancien manager des Ladies’ Code. Polaris Entertainment, (l'agence des Ladies’ Code) s'est également exprimé sur ce sujet : « Il est difficile pour nous d’être activement impliqués comme nous essayons d’empêcher les différents partis d’être blessés, autant que possible. Nous allons essayer de faire de notre mieux afin que les négociations se déroulent au mieux[réf. nécessaire]. » Le manager des Ladies Code âgé de 27 ans, qui conduisait la voiture lors de l'accident de la route causant la mort des membres EunB et Rise, s'entretient avec les familles des deux jeunes femmes pour en venir à un accord. C'est en effet le 8 avril, qu'un avocat du manager, Mr. Park déclare, « M. Park a conclu un accord avec les familles. Il enverra également à la Cour d'autres documents en relation avec l'accident[réf. nécessaire]. » Après le premier procès, le manager Park avait de lui-même versé des dédommagements aux familles des filles du groupe.
À travers un plaidoyer, Mr. Park s'est très sincèrement excusé auprès des familles de go Eunbi et Kwon Rise, « Je m'excuse profondément auprès des deux familles et auprès de toutes les victimes. Je me présenterais devant chacun de vous, pour vous présenter mes excuses[réf. nécessaire]. » Vêtu d'une combinaison de prison, Mr Park a fait des excuses très marquantes, il a continué « Je souhaite remercier ma mère, qui a sans flancher, demandé pour des arrangements en ma faveur. Je suis conscient que l'on me tient pour fautif. De plus, je vivrais avec la culpabilité de cet accident pour le restant de mes jours[réf. nécessaire]. »

### Retour en trio et activités solo (2015–2020)
Le 22 août 2015, les Ladies' Code tiennent un concert baptisé Ladies’ Code Memorial Concert – I’m Fine Thank You, afin de rendre hommage à RiSe et EunB, toutes deux disparues l'année précédente à la suite d'un accident de voiture. L’agence Polaris Entertainment annonce que Ashley, Sojung ainsi que Zuny sortiraient un nouveau single en leur honneur. En effet, le 7 septembre, les jeunes femmes dévoilent le titre Smile Even If It Hurts en mémoire de leurs amies. Sojung participe d'ailleurs à la production ainsi qu'à l'écriture des paroles. Malgré ce nouvel opus, les Ladies' Code n'ont pas réalisé de promotions sur les plateaux télévisés.
Un représentant du label déclare — Ashley, Sojung et Zuny pleuraient et ont vécu des moments difficiles en préparant ce concert à cause des souvenirs du passé avec les autres membres. Cependant, comme il s’agit d’un concert commémoratif pour RiSe et EunB, les membres ont décidé d’y mettre toute la force qu’elles avaient pour le préparer. Il semblerait qu’elles aient montré beaucoup de courage pour réaliser ces performances en dépit des difficultés et des pressions afin de monter sur scène pour la première fois depuis le décès des autres membres. —.
Le 4 mai 2017, Sojung sort un morceau solo intitulé Better than Me.

## Membres
| Nom de scène | Nom de scène | Nom de naissance | Nom de naissance | Date de naissance | Nationalité  | Position                     |
| Romanisé     | Coréen       | Romanisé         | Coréen           | Date de naissance | Nationalité  | Position                     |
| ------------ | ------------ | ---------------- | ---------------- | ----------------- | ------------ | ---------------------------- |
| Ashley       | 애슐리       | Choi Bit-na      | 최빛나           | 9 novembre 1991   | Sud-coréenne | Leader, chanteuse principale |
| Sojung       | 소정         | Lee So-jung      | 이소정           | 3 septembre 1993  | Sud-coréenne | Chanteuse principale         |
| Zuny         | 주니         | Kim Ju-mi        | 김주미           | 8 décembre 1994   | Sud-coréenne | Chanteuse secondaire         |

### Anciens membres
| Nom de scène | Nom de scène | Nom de naissance | Nom de naissance | Date de naissance | Date de décès    | Nationalité         | Position                                  |
| Romanisé     | Coréen       | Romanisé         | Coréen           | Date de naissance | Date de décès    | Nationalité         | Position                                  |
| ------------ | ------------ | ---------------- | ---------------- | ----------------- | ---------------- | ------------------- | ----------------------------------------- |
| EunB         | 은비         | Go Eun-bi        | 고은비           | 23 novembre 1992  | 3 septembre 2014 | Sud-coréenne        | Chanteuse secondaire                      |
| Rise         | 리세         | Kwon Ri-se       | 권리세           | 16 août 1991      | 7 septembre 2014 | Nippo/ Sud-coréenne | Danseuse principale, chanteuse secondaire |

## Discographie

### EP
| Titre                 | Détails | Meilleures positions | Ventes               |
| Titre                 | Détails | COR                  | Ventes               |
| --------------------- | --- | -------------------- | -------------------- |
| Code#01 Bad Girl      | - Date de sortie : 7 mars 2013 - Label : Polaris Entertainment - Formats : CD, téléchargement numérique      | 11                   | - COR: Plus de 2 531 |
| Code#02 Pretty Pretty | - Date de sortie : 6 septembre 2013 - Label : Polaris Entertainment - Formats : CD, téléchargement numérique | 14                   | - COR: Plus de 4 514 |

### Albums single
| Titre     | Détails | Meilleures positions | Ventes               |
| Titre     | Détails | COR                  | Ventes               |
| --------- | --- | -------------------- | -------------------- |
| Kiss Kiss | - Date de sortie : 7 août 2014 - Label : Polaris Entertainment - Formats : CD, téléchargement numérique     | 4                    |                      |
| Myst3ry   | - Date de sortie : 24 février 2016 - Label : Polaris Entertainment - Formats : CD, téléchargement numérique | 14                   | - COR: Plus de 2 899 |

### Singles
| Titre | Année | Meilleure position | Meilleure position | Meilleure position | Ventes                                  | Album                    |
| Titre | Année | COR                | KOR Hot 100*       | US World           | Ventes                                  | Album                    |
| --- | ----- | ------------------ | ------------------ | ------------------ | --------------------------------------- | ------------------------ |
| Bad Girl | 2013  | 34                 | 45                 | —                  | - COR (DL): 366 785                     | Code#01 Bad Girl         |
| Hate You | 2013  | 13                 | 24                 | —                  | - COR (DL): 134 401                     | Code#02 Pretty Pretty    |
| Pretty Pretty | 2013  | 16                 | 24                 | —                  | - COR (DL): 811 176                     | Code#02 Pretty Pretty    |
| So Wonderful | 2014  | 14                 | 18                 | —                  | - COR (DL): 383 707                     | Pas de sortie d'album    |
| Kiss Kiss | 2014  | 50                 | —                  | 21                 | - COR (CD) : 2 701 - COR (DL) : 130 243 | Kiss Kiss (album single) |
| I'll Smile Even If It Hurts | 2015  | 18                 | —                  | —                  | - COR (DL): 124 280                     | Pas de sortie d'album    |
| Galaxy | 2016  | 36                 | —                  | 9                  | - COR (DL): Plus de 95 715              | Myst3ry (album single)   |
| The Rain | 2016  |                    |                    |                    |                                         | Stang3r                  |
| * Le Billboard K-pop Hot 100 n'a plus continué à partir du 16 juillet 2014. « — » montre qu'aucun classement n'a été atteint ou que ce n'est pas sorti dans cette région. |       |                    |                    |                    |                                         |                          |

### Autres chansons classées
| Titre              | Année | Meilleures position | Meilleures position | Ventes              | Album                 |
| Titre              | Année | COR                 | US World            | Ventes              | Album                 |
| ------------------ | ----- | ------------------- | ------------------- | ------------------- | --------------------- |
| I'm Fine Thank You | 2014  | 3                   | 6                   | - COR (DL): 423 614 | Code#02 Pretty Pretty |
| My Flower          | 2016  | —                   | 15                  |                     | Myst3ry (single)      |
| Chaconne           | 2016  | —                   | 17                  |                     |                       |

## Distinctions

### MelOn Music Awards
| Année | Catégorie            | Travail nommé | Résultat   |
| ----- | -------------------- | ------------- | ---------- |
| 2013  | Newcomer Award       | Ladies' Code  | Nomination |
| 2014  | MBC Music Star Award | Ladies' Code  | Lauréat    |

### Mnet Asian Music Awards
| Année | Catégorie              | Travail nommé | Résultat   |
| ----- | ---------------------- | ------------- | ---------- |
| 2013  | Best New Female Artist | Ladies' Code  | Nomination |

### Gaon Chart K-Pop Awards
| Année | Catégorie              | Travail nommé | Résultat |
| ----- | ---------------------- | ------------- | -------- |
| 2013  | New Artist of the Year | Ladies' Code  | Lauréat  |

### Seoul International Youth Film Festival
| Année | Catégorie                   | Travail nommé    | Résultat   |
| ----- | --------------------------- | ---------------- | ---------- |
| 2014  | Best OST by a Female Artist | Make Me Go Crazy | Nomination |